# Анастас Снегаров
Анастас (Атанас) Георгиев Снегаров (изписване до 1945 година: Анастасъ Георгиевъ Снѣгаровъ) е български просветен деец.

## Биография
Анастас Снегаров е роден на 27 март 1882 година в Охрид, тогава в Османската империя, днес в Северна Македония, в семейството на учителя поп Георги Снегаров. В 1905 година завършва математика и физика в Софийския университет. Участва в Първата световна война като поручик в осма рота на Първи пехотен софийски полк. Загива на 13 февруари 1916 година във Валандово.
Анастас е прапрадядо на северномакедонския политик Венко Филипче.